# Roy Hinkel
Reinhold „Roy“ Hinkel (* 22. August 1905 in Briesen, Westpreußen, Deutsches Reich; † 6. Oktober 1981 in Vancouver, British Columbia) war ein kanadischer Eishockeyspieler. Bei den Olympischen Winterspielen 1932 gewann er als Mitglied der kanadischen Nationalmannschaft die Goldmedaille.

## Karriere
Roy Hinkel gewann 1931 mit dem Winnipeg Hockey Club den Allan Cup, den kanadischen Amateurmeistertitel. Bei den Winterspielen 1932 vertrat er Kanada mit dem Winnipeg Hockey Club. Später spielte er für die Winnipeg Monarchs in der Maritime Senior Hockey League. Im Jahr 2004 wurde er in die Manitoba Sports Hall of Fame aufgenommen.

### International
Für Kanada nahm Hinkel an den Olympischen Winterspielen 1932 in Lake Placid teil, bei denen er mit seiner Mannschaft die Goldmedaille gewann. Bei der Weltmeisterschaft 1935 gewann er mit seiner Mannschaft ebenfalls die Goldmedaille.

## Erfolge und Auszeichnungen
- 1931 Allan-Cup-Gewinn mit dem Winnipeg Hockey Club
- 1932 Goldmedaille bei den Olympischen Winterspielen
- 1935 Goldmedaille bei der Weltmeisterschaft
- 2004 Manitoba Sports Hall of Fame